# Henry Rojas
Henry Andrés Rojas Delgado (Ibagué, 27 luglio 1987) è un allenatore di calcio ed ex calciatore colombiano, di ruolo centrocampista.

## Palmarès

### Club

#### Competizioni nazionali
- Campionato colombiano: 2

Atlético Nacional: 2007-I, 2007-II